# Tojo (Tarija)
Tojo ist eine Ortschaft im Departamento Tarija im südamerikanischen Anden-Staat Bolivien.

## Lage im Nahraum
Tojo ist der zentrale Ort des Kantons Tojo im Municipio Yunchará in der Provinz José María Avilés. Die Ortschaft liegt auf einer Höhe von 2630 m am Río de la Quebrada Tres Lagunas (auch: Río Honda), der zum Río San Juan del Oro fließt.

## Geographie
Tojo liegt im südlichen Teil der kargen Hochebene des bolivianischen Altiplano. Das Klima ist wegen der Binnenlage kühl und trocken und ein typisches Tageszeitenklima, bei dem die mittleren Temperaturschwankungen zwischen Tag und Nacht in der Regel deutlich größer sind als die jahreszeitlichen Schwankungen (siehe Klimadiagramm Tupiza).
Die Jahresdurchschnittstemperatur liegt bei 13 °C und schwankt nur unwesentlich zwischen 8 °C im Juni/Juli und 16 °C von Dezember bis Februar. Der Jahresniederschlag beträgt nur etwa 300 mm, mit einer stark ausgeprägten Trockenzeit von April bis Oktober mit Monatsniederschlägen unter 10 mm und einer nur schwach ausgeprägten Feuchtezeit von Dezember bis Februar mit 60–80 mm Monatsniederschlag.

## Verkehrsnetz
Tojo liegt in einer Entfernung von 137 Straßenkilometern südlich von Tarija, der Hauptstadt des gleichnamigen Departamentos.
Von Tarija aus führt die bis zum Titicacasee führende Nationalstraße Ruta 1 nach Nordwesten. Nach 50 Kilometern zweigt eine kleinere Landstraße nach Süden ab, die über Iscayachi und Yunchará nach Tojo und weiter bis ins Departamento Potosí führt.

## Bevölkerung
Die Einwohnerzahl des Ortes hat sich in den vergangenen beiden Jahrzehnten nur unwesentlich verändert:
| Jahr | Einwohner | Quelle       |
| ---- | --------- | ------------ |
| 1992 | 155       | Volkszählung |
| 2001 | 140       | Volkszählung |
| 2012 | 151       | Volkszählung |
| 2024 |           | Volkszählung |

## Persönlichkeiten
- Narciso Campero (1813–1896), bolivianischer Präsident